# Sopra eroi e tombe
Sopra eroi e tombe (Sobre héroes y tumbas) è un romanzo di Ernesto Sabato, pubblicato in spagnolo nel 1961. La prima edizione in italiano è del 1965. Viene considerato una delle più grandi opere della letteratura argentina, e in generale della letteratura latinoamericana, del XX secolo.

## Trama
Il romanzo racconta la gloria e la decadenza di una famiglia dell'aristocrazia creola argentina, gli Olmos, la cui storia risale al secolo precedente, in particolare alla morte del generale Juan Galo de Lavalle, eroe dell'indipendenza, e alla stoica resistenza dei suoi uomini che, attraverso montagne inospitali, riescono a portarne - almeno le spoglie - in Bolivia. "Quando ho deciso di farne uno dei protagonisti del mio romanzo, non era per il desiderio di esaltare Lavalle, o per giustificare la fucilazione di un altro grande patriota com'era Dorrego, ma per raggiungere, attraverso il linguaggio poetico, ciò che mai si può cogliere nei documenti storici di partigiani e nemici: il cuore dell'uomo, in cui albergano amore e odio, passioni e contraddizioni senza fine, in tutti i tempi e in tutte le circostanze, e che può essere raggiunto solo attraverso ciò che deve essere chiamato poesia. Non nel senso meschino ed errato che il nostro tempo ha dato a questa parola, ma nel suo significato più profondo e primordiale".
Il romanzo storico, che racconta la tragedia delle guerre civili argentine, dal XIX secolo al 1955 è stampato in corsivo e viene interposto al racconto contemporaneo che ha per protagonista Alejandra e suo padre Fernando, ultimi eredi degli Olmos Vidal. La famiglia vive in una vecchia casa cadente, in un quartiere che è diventato periferico, impoverita ed emarginata dalla commercializzazione della vita sociale, prodotta dalla nuova ricchezza cui gli Olmos non hanno potuto o voluto partecipare. Le persone che abitano il Belvedere, un resto di villa ormai ridotto a deposito di mobili tarlati, sono anziani dementi, matti innocui ma inquietanti, vecchie signore spettrali che, con Alejandra e il suo fosco padre, creano un cerchio magico dannato in cui restano presi Bruno, "intellettuale dal carattere contemplativo" e Martin, studente abulico e "un po' noioso"
Il romanzo comprende anche il "Rapporto sui ciechi" che, in alcune edizioni, è stato pubblicato come un racconto separato . Viene considerato il cuore oscuro del romanzo "Al centro di Sobre héroes y tumbas c'è il "Rapporto sui ciechi", che occupa l'intero terzo capitolo ed è un allucinato racconto in prima persona, la realtà dal punto di vista dell'io. «Il Rapporto - scrive ancora Ernesto Franco - ha una tale autonomia poetica da esser stato pubblicato anche separatamente. Se la cosa è possibile da un punto di vista meramente editoriale, risulta uno sproposito dal punto di vista formale e concettuale». Il figlio, Mario Sabato ne ha tratto un film.

## Considerazioni
Come ha scritto Gombrowicz, Sopra eroi e tombe si inquadra «nel genere sospetto di quei romanzi che si leggono d'un fiato e quando li abbiamo finiti ci si accorge che sono le quattro del mattino». Il racconto è un fiume oscuro che si snoda senza creare senso logico apparente, tra lande desolate, funesti presagi, diabolici complotti e amori disperati. Durante un incontro con José Saramago, lo scrittore lusitano racconta: "Sabato si è lanciato, come se ripetesse un cammino già tante volte percorso, in un lungo soliloquio che ha iniziato con l'evocazione dolorosa della morte recente di un figlio (una ferita che gli sanguinerà sempre), e subito dopo, come se gli fosse impossibile sfuggire al proprio labirinto, è transitato alle diverse ossessioni che gli conosciamo: la miscredenza nella ragione, la negazione critica della conoscenza scientifica, la dequalificazione del progresso, il problema del male, Dostoevskij, l'apologia dell'opera breve.
A poco a poco la sala si è rabbuiata finché quasi non riuscivamo a vederci. Sabato non si è alzato per accendere la luce. Ombra fra ombre, si era trasformato nella voce del cinereo che lentamente copriva la sala, le librerie, i visi, le sagome, le mani. Gli ho detto che persino per non credere alla ragione avevamo bisogno della ragione, che il Male non era effetto né opera di un Demonio, che non c'è altro Demonio né altro Dio se non l'uomo stesso. Non sono certo che mi abbia ascoltato. La sua voce era come un fiume nero verso il quale, a poco a poco, io stesso, aggrappato alla sponda, andavo scivolando».
Nonostante la profonda desolazione che compare nei paesaggi e nell'animo dei protagonisti, nonostante il sottofinale tragico in cui Alejandra e il padre incestuoso muoiono nel rogo della vecchia casa, nonostante le divinità avverse che complottano contro Martin, nonostante le sue frequentazioni pericolose di anarchici e comunisti, la grande speranza dello spirito argentino risorge. Nell'alba del finale: il Sud. Il viaggio liberatorio verso "el Sur", i cieli tersi e desolati ma purissimi della Patagonia: "Seno de la Ultima Esperanza, Bahìa Inutil, Puerto Hambre, Isla Desolacion...". "E allora Martin, contemplando la sagoma gigantesca del camionista contro quel cielo stellato, mentre orinavano insieme, sentì una pace purissima entrare per la prima volta nella sua anima". Come dice Piazzolla: "Vuelvo al Sur, como se vuelve siempre al amor, vuelvo a vos, con mi deseo, con mi temor. Quiero al Sur, su buena gente, su dignidad, siento el Sur, como tu cuerpo en la intimidad. Te quiero Sur, Sur, te quiero".